# 창원시·진해시·의창군
창원시·진해시·의창군은 대한민국의 옛 국회의원 선거구이다. 당시 경상남도 창원시, 진해시, 의창군 지역을 관할했다.

## 역사
제11대 국회의원 선거를 앞두고 마산시·진해시·창원군 선거구에서 분리되면서 신설되었다.
제13대 국회의원 선거를 앞두고 창원시 선거구와 진해시·의창군 선거구로 분리되면서 폐지되었다.

## 역대 국회의원
| 선거   | 정당 | 정당       | 1위 의원 | 정당 | 정당       | 2위 의원 |
| ------ | ---- | ---------- | -------- | ---- | ---------- | -------- |
| 1981년 |      | 민주정의당 | 배명국   |      | 한국국민당 | 김종하   |
| 1985년 |      | 민주정의당 | 배명국   |      | 민주한국당 | 황낙주   |

## 역대 선거 결과

### 대한민국 제11대 국회의원 선거
|  | 36.46% |

|  | 28.84% |

|  | 23.03% |

|  | 7.11% |

|  | 4.53% |

### 대한민국 제12대 국회의원 선거
|  | 41.42% |

|  | 26.32% |

|  | 23.45% |

|  | 8.78% |